# Подгайчикі
Подгайчикі (пол. Podhajczyki) — село в Польщі, у гміні Долобичів Грубешівського повіту Люблінського воєводства. Населення — 24 особи (2011).

## Історія
За даними етнографічної експедиції 1869—1870 років під керівництвом Павла Чубинського, у селі переважно проживали греко-католики, усе населення розмовляло українською мовою.
У 1975—1998 роках село належало до Замойського воєводства.

## Демографія
Демографічна структура станом на 31 березня 2011 року:
|          | Загалом | Допрацездатний вік | Працездатний вік | Постпрацездатний вік |
| -------- | ------- | ------------------ | ---------------- | -------------------- |
| Чоловіки | 14      | 4                  | 8                | 2                    |
| Жінки    | 10      | 2                  | 5                | 3                    |
| Разом    | 24      | 6                  | 13               | 5                    |